# Sis arts (Xina)

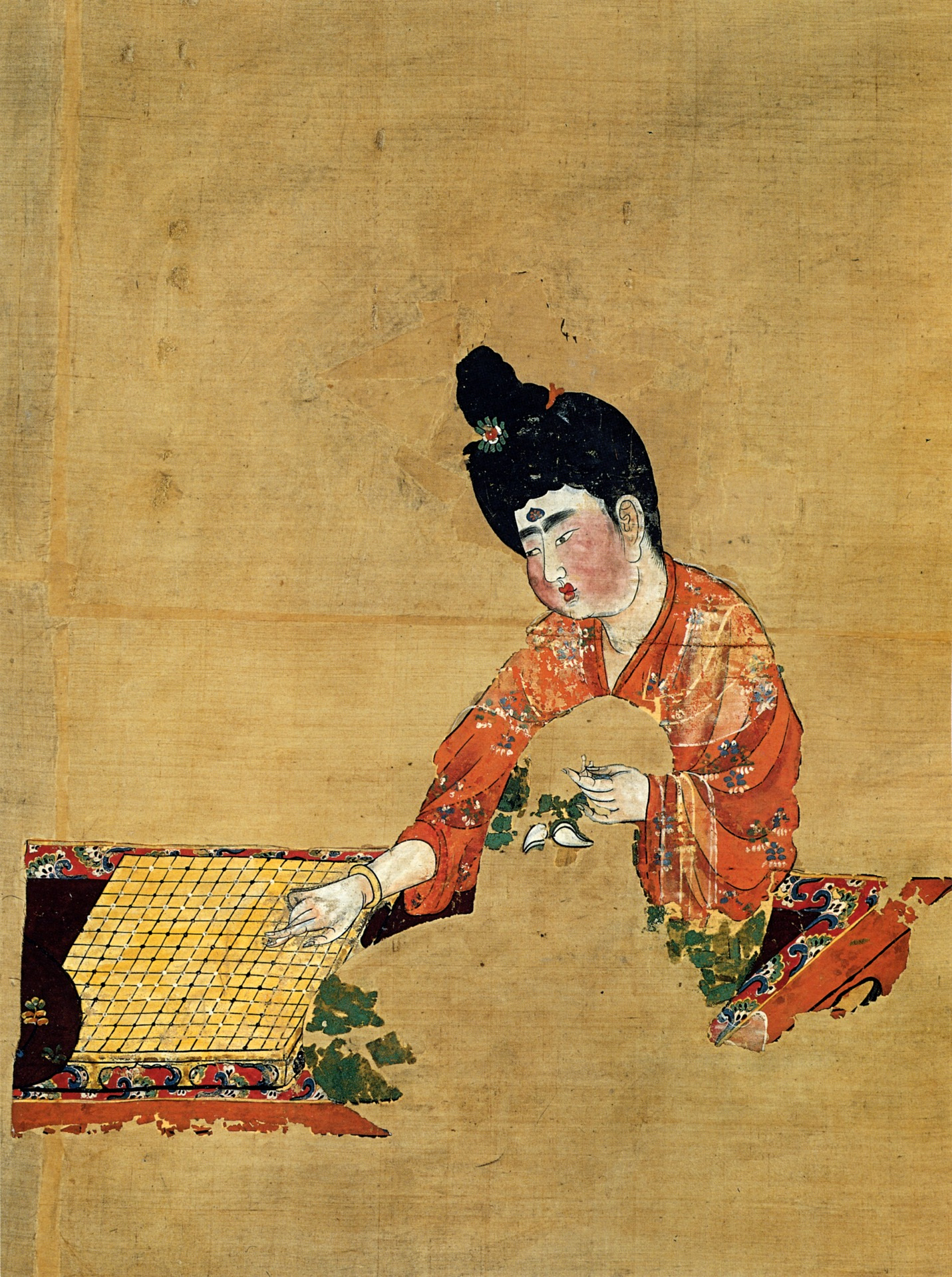
Dona jugant al go (Dinastia Tang ca. 744), descoberta en les Tombes de Astana.

Les Sis Arts (xinès :六藝, Liu yì, també:孔子六藝, Kǒngzǐ liùyì) són el conjunt de disciplines que van formar la base del educació en la cultura de la Antiga Xina. Durant la dinastia Zhou (1122-256 a. C.), per tal de promoure un desenvolupament integral, els estudiants havien de dominar el Liù yì, consistent en:
1. Ritus (o cortesia) (禮, Lǐ)
2. Música (樂, Yuè)
3. Tir amb arc (射, She)
4. Conducció de carros de guerra (o equitació) (御, Yu)
5. Cal·ligrafia (書, Shū)
6. Matemàtica (數, Shù)

Es pensava que els homes que es destacaven en aquestes sis arts havien aconseguit l'estat de perfecció, sent considerats com cavallers perfectes.
Les Sis Arts van ser practicades per erudits, i ja existien abans de Confuci, però es van convertir en part de la filosofia confucianista. Com a tal, el filòsof Xu Gan (170-217) els discuteix en els seus Discursos balancejats. Les Sis Arts van ser practicades pels 72 deixebles de Confuci.
El concepte de les Sis Arts desenvolupat durant el període pre-imperial va incorporar components militars i civils. El costat civil es va associar més tard amb les Quatre Arts guqin, go, cal·ligrafia i pintura). No obstant això, aquest últim era més una característica de lleure per al període imperial tardà. Evidentment se superposa amb les Sis Arts, ja que el "guqin" va personificar la música, el go (un joc de taula així conegut pel seu nom japonès) estava finalment relacionat amb la estratègia militar, mentre que la cal·ligrafia es va ocupar de la estètica de la escriptura i el cultiu del propi caràcter. L'estudi dels ritus i la música tenia com a objecte en la gent un sentit de dignitat i harmonia. Els ritus consideraven aquells practicats durant les cerimònies de sacrifici, els funerals i els exercicis militars.

## Història del seu origen
Cadascun dels elements individuals del concepte de les sis arts tradicionals xineses tenen històries molt llargues com a activitats apropiades, la primera vegada que apareix en una la font escrita com un conjunt d'arts és al Fashu Yaolu de Zhang Yanyuan (Compendium de la cal·ligrafia) de la dinastia Tang.

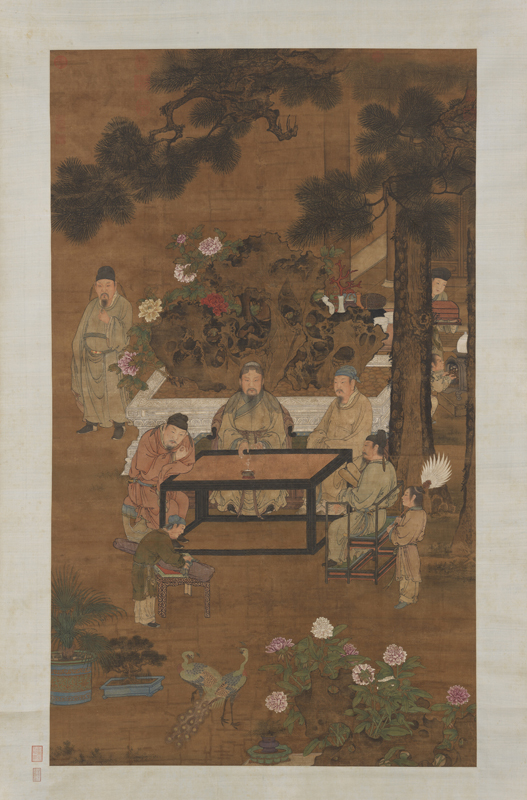
Qin
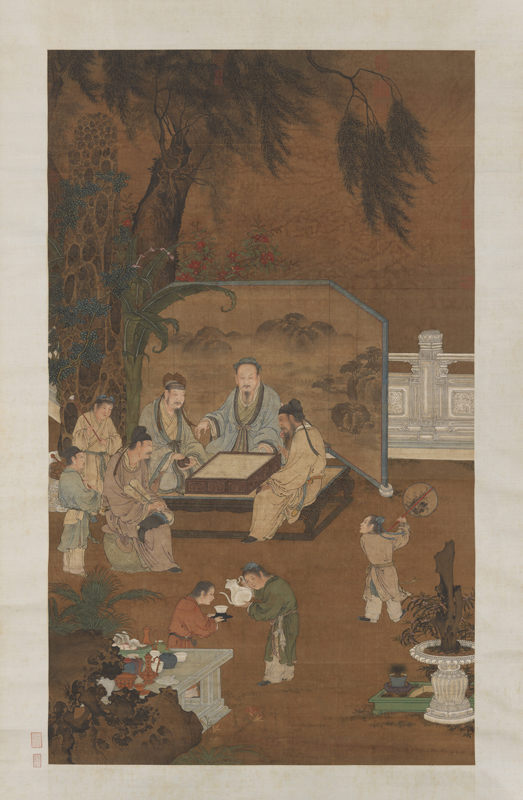
Wéiqí (Go)
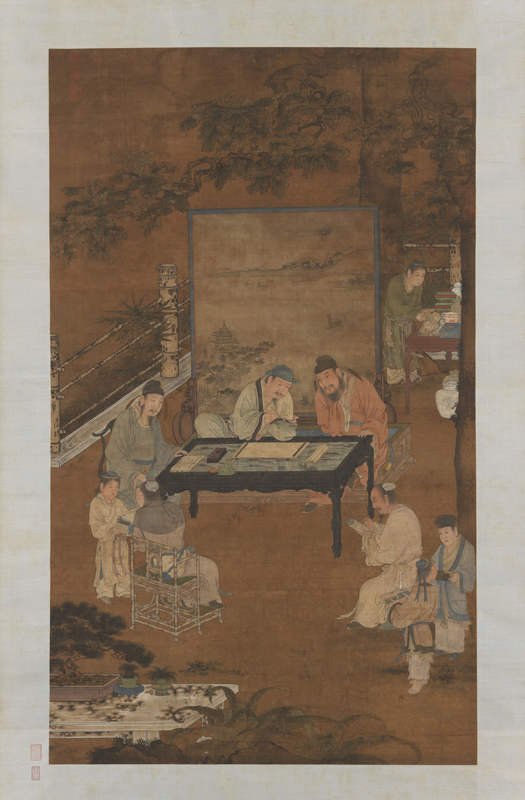
Cal·ligrafia
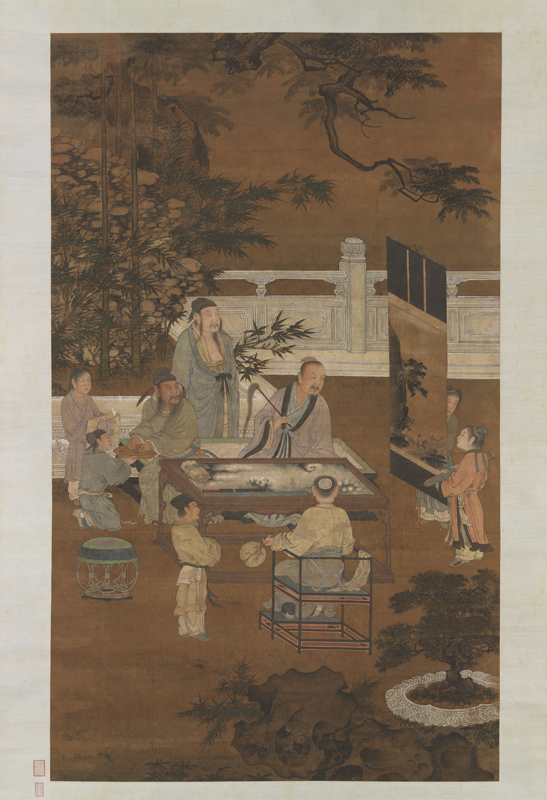
Pintura

## Influència
El requisit dels estudiants per dominar les sis arts és paral·lel al concepte occidental del home de el Renaixement.l èmfasi en les Sis Arts va fomentar als senyors confucians a saber alguna cosa més que només la erudició canònica .l educació pràctica d'interès clàssic va enfortir les matemàtiques, l'astronomia i les ciències xineses (per exemple, Liu Hui, Zu Chongzhi, Shen Kuo, Yang Hui, Zhu Shijie). Amb la pràctica del arc i el protocol quel envoltava, per exemple, els nobles no només guanyaven destresa en la guerra, sinó que a més conreaven les seves ments i aprenien a comportar-se com nobles, la qual cosa resultava més important per a l'imperi. Aquesta tradició va retrocedir després de la dinastia Yuan (1271-1368), quan el neo-confucianisme va subratllar la importància dels quatre llibres Analectes sobre les altres arts i camps tècnics.
A l'escola de Guozijian, el dret, les matemàtiques, la cal·ligrafia, l'equitació i l'arquería van ser emfatitzades per l'Emperador Ming Hongwu, a part dels textos clàssics confucians, i també requerides com a assignatures obligatòries en els Exàmens Imperials. La arquería il equitació es van afegir al examen de Hongwu en 1370, mentre que l'emperador Song Xiaozong va exigir el maneig de el tir amb arc i del equitació per als oficials no militars al Col·legi de Guerra (舉舉) en 1162.l àrea al voltant de la Porta Meridiana de Nanquín va ser utilitzada per a la pràctica de l'arquería pels guàrdies i generals sota el mandat de Hongwu.
A la dinastia Qing, els xinesos, els estudiosos no podia manejar el calendari lunar amb precisió, mentre que fora de la data de la natura. Aquesta va ser una gran vergonya per a la cort imperial xinesa, des de l'adhesió a la calendaris lunars per part dels estats vassalls era un reconeixement de la sobirania xinesa sobre ells. L'experiència astronòmic oest (veure missions jesuïtes a la Xina) va ser ben rebut com a resultat de xinès, l'interès per l'astronomia i de les matemàtiques, en part formulada en l'agenda clàssica Sis Arts.